# 爛爛
『爛爛』（らんらん）は、いくえみ綾による日本の漫画作品。
『別冊マーガレット』（集英社）にて2009年5月号から2010年9月号まで隔月で全9回連載された。単行本は全1巻で、『デラックスマーガレット』2009年1月号に掲載された短編「今日はまっすぐ帰らない」がオールカラーで同時収録されている。

## あらすじ
野々花町一丁目に住む双子の姉妹、あずきとちまき。ある理由により、あずきは他人に触らず、ちまきは決して帽子を脱ぐことはなく、2人とも学校にも行っていなかった。
そんな2人の唯一気の置けない存在は近所に住む従兄だけだったが、2人の家の隣に引っ越してきた琥珀のことが気になり始める。

## 登場人物
小倉 あずき・ちまき（おぐら あずき・ちまき）
双子の姉妹。14歳。とある事情で、あずきは家族と従兄の有平以外の人に触ることができず、ちまきは帽子を被ったまま。2人とも学校に行っていない。
大福 有平（おおふく あるへい）
あずきとちまきの従兄。高校1年生。幼い頃から2人の面倒を見てきた。小倉家の3軒隣に住む。
州浜 琥珀（すはま こはく）
小倉家の隣に引っ越してきた。有平と同じクラス。猫を3匹飼っている。

## 書誌情報
いくえみ綾 『爛爛』 集英社〈マーガレットコミックス〉全1巻、2010年10月25日発売、ISBN 978-4-08-846584-5